# 莫蘭迪橋
莫蘭迪橋（義大利語：Ponte Morandi）是義大利A10高速公路Polcevera高架橋（義大利語：viadotto Polcevera）的其中一段，位於利古里亞大區首府熱那亞，建造於1967年，由意大利土木工程师里卡尔多·莫兰迪设计，故名莫兰迪桥，是欧洲首条混凝土斜张桥。2018年8月14日在暴风雨中突然斷裂，導致43人喪生、16人受伤。

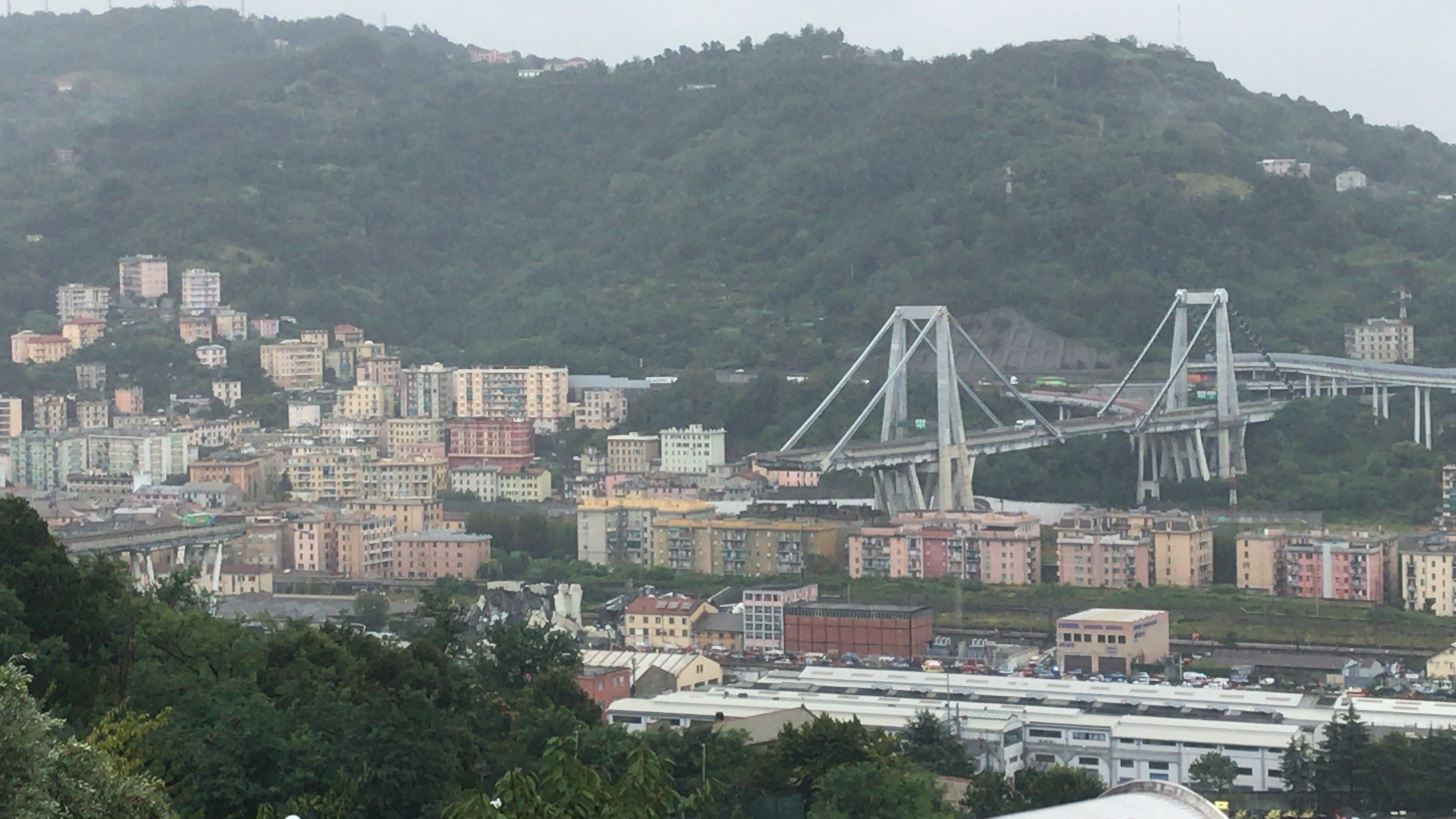
倒塌後的莫蘭迪橋

## 莫蘭迪斷橋事件
熱那亞的「莫蘭迪斷橋事件」，發生在2018年8月14日上午11點30分左右。目擊者表示，當時熱那亞正遭逢大雷雨，但在一陣閃電中，莫蘭迪大橋西面、往熱那亞市區段，橋面卻突然傾塌，包括西面的橋塔以及200公尺的高架路段以及橋上約35輛的汽車、卡車全都墜落崩潰，直到15日清晨為止，義大利政府證實莫蘭迪斷橋事件至少造成43人死亡、16人輕重傷；周邊440名居民遭緊急撤離。
有工程师指出，该桥自1960年代建造以来由于设计缺陷一直存在结构性问题，导致一直以来桥梁维修费用高昂，并酿成今次悲剧。
该桥梁于2016年进行了重新架构工作，高速公路承包商表示，倒塌时正进行托高桥梁的基础工作。
2022年7月7日，59名斷橋事件涉案人员定开始受审。

## 其他資訊
- 位於委內瑞拉，於1962年啟用的拉斐爾·烏達內塔將軍大橋亦與此橋為同一設計師設計，構造亦相似[6][7]，因此在莫蘭迪橋發生崩塌後，民眾要求檢討該橋結構。

## 重建
意大利当局于2018年12月18日选定81岁的建筑大师皮亚诺的建筑方案，来重建8月倒塌的莫兰迪大桥。皮亚诺先前提交新桥梁方案时，声称这座由钢筋建成的大桥可使用1000年。建造合约由3家意大利建筑公司组成的财团夺得，建造成本约2.02亿欧元。2019年6月28日，莫兰迪桥坍塌后的残余主体结构进行爆破拆除。2020年8月3日，新橋完工舉行啟用典禮，新橋定名為「熱拿亞聖喬治橋」。